# Reinhold Yabo
Reinhold Yabo (Aldenhoven, 10 februari 1992) is een Duits voetballer die bij voorkeur als centrale middenvelder speelt. Hij tekende in juni 2015 een contract tot medio 2018 bij Red Bull Salzburg, dat hem transfervrij overnam van Karlsruher SC.

## Clubcarrière
Yabo is afkomstig uit de jeugdopleiding van FC Köln. Op 16 april 2010 debuteerde hij in de Bundesliga tegen VfL Bochum. Tijdens het seizoen 2011/12 werd de middenvelder uitgeleend aan Alemannia Aachen. In 2013 maakte Yabo transfervrij de overstap naar Karlsruher SC. Op 21 juli 2013 debuteerde hij voor zijn nieuwe club in de 2. Bundesliga tegen FSV Frankfurt. In zijn eerste seizoen bij Karlsruher SC kwam hij tot een totaal van 31 competitieduels.
Yabo tekende in juni 2015 een contract tot medio 2018 bij Red Bull Salzburg, de kampioen van Oostenrijk in de voorgaande twee seizoenen. Omdat zijn contract bij Karlsruher SC afliep, kon de club hem transfervrij inlijven.

## Interlandcarrière
Yabo was aanvoerder van Duitsland –17, dat in 2009 het Europees kampioenschap voor spelers onder 17 jaar won in Duitsland. Enkele maanden later nam hij met Duitsland –17 deel aan het Wereldkampioenschap voor spelers onder 17 jaar in Nigeria.